# Électeurs généraux
Les « Électeurs généraux » sont, aux Fidji de 1970 à 2006, les citoyens fidjiens d'ascendance ni autochtone ni indienne. Ils disposent de leurs propres listes électorales et de leurs propres représentants au Parlement.

## Histoire
Durant l'ère coloniale britannique, la représentation au corps législatif est organisée par appartenance ethnique. Ainsi pour les élections législatives de 1963, les premières au suffrage universel, les électeurs sont répartis entre trois listes électorales ethniques : autochtones (dits « Fidjiens »), Indo-Fidjiens (dits « Indiens »), et Euro-Fidjiens (dits « Européens »). Chacune de ces communautés élit quatre représentants.
Le pays accède à l'indépendance en 1970, avec une Constitution qui conserve le principe de représentation ethnique. La Chambre des représentants est alors composée de cinquante-deux députés, élus dans trente-sept circonscription superposées. Dans douze d'entre elles, les citoyens 'fidjiens' (c'est-à-dire autochtones) élisent un député de leur propre appartenance ethnique ; dans douze autres, les citoyens descendants d'immigrés indiens font de même ; dans trois autres, les citoyens de toutes autres appartenances ethniques confondues, dit « électeurs généraux », élisent des députés ni 'fidjiens', ni 'indiens' ; dans les dix autres, enfin, les citoyens, toutes appartenances ethniques confondues, choisissent un député 'fidjien' et un député 'indien' et un député ni 'fidjien', ni 'indien'. Sachant que pour l'élection de ce dernier, les circonscriptions sont unies en paires produisant un député chacun. Il y a donc au total cinq députés « électeurs généraux ».
Chaque citoyen est ainsi invité à déposer quatre bulletins dans l'urne :
- un pour élire un député 'fidjien' ;
- un pour élire un député 'indien' ;
- un pour élire un député d'une autre appartenance ethnique ;
- et un pour élire un député de sa propre appartenance ethnique[2].

Durant les années 1970 et 1980, une Association des Électeurs généraux se constitue au sein du parti de l'Alliance (parti conservateur).
Après les coups d'État de 1987, les putschistes introduisent une nouvelle Constitution en 1990. Celle-ci dispose que les électeurs catégorisés comme autochtones élisent trente-sept députés, nécessairement autochtones, et les électeurs catégorisés comme 'Indiens' élisent vingt-sept députés issus de leur communauté, malgré la quasi-parité démographique entre ces deux principales communautés. Un siège revient aux autochtones polynésiens de Rotuma, et les cinq autres sièges sont réservés aux représentants des « électeurs généraux ».
En 1990, l'Association des Électeurs généraux se constitue en un parti politique, le Parti des électeurs généraux (General Voters' Party), dirigé initialement par David Pickering.
La troisième Constitution, en 1997, découpe le pays en 71 circonscriptions uninominales, dont la plupart sont attribuées à des communautés ethniques. 23 députés autochtones sont élus par les citoyens autochtones ; 19 élus par et parmi les citoyens d'appartenance ethnique indienne ; 1 député élu par et parmi les Rotumiens ; 3 élus par et parmi les « électeurs généraux » ; et 25 élus par l'ensemble des citoyens sans distinction ethnique. Chaque électeur a à choisir deux candidats : un dans sa circonscription ethnique, et un dans sa circonscription dite « ouverte », où peuvent se présenter des candidats de diverses origines,.
En 1998, le Parti des électeurs généraux devient le Parti général unifié (United General Party), en incorporant un courant minoritaire jusque-là distinct. En 2003, il se renomme Parti des peuples unis.
Enfin, à l'issue du coup d'État de 2006, la représentation ethnique est abrogée.

## Résultats électoraux
Les résultats des élections législatives dans les circonscription des « électeurs généraux » sont les suivants.

### 1966
Les élections de 1966 produisent le parlement qu'a le pays au moment de son accession à l'indépendance en 1970. Le Conseil législatif compte dix représentants des « électeurs généraux » : sept élus par leur communauté, et trois élus par des citoyens de toutes appartenances ethniques.
Les résultats sont les suivants. Il n'y a pas de vote dans la circonscription ethnique de Viti Levu-ouest, car il n'y a que deux candidats pour les deux sièges à pourvoir. L'Association des Électeurs généraux, composante du parti de l'Alliance, remporte huit des dix sièges, les deux autres revenant à des candidats indépendants.

#### Élus par les «électeurs généraux»
Est et Centre (1 siège)
| Candidat | Candidat                 | Parti               | Voix | Pourcentage | Résultat | Remarques |
| -------- | ------------------------ | ------------------- | ---- | ----------- | -------- | --------- |
|          | Wesley Barrett           | parti de l'Alliance | 816  |             | élu      |           |
|          | Robert Spowart           | sans étiquette      | 132  |             |          |           |
|          | bulletins blancs ou nuls | -                   | 11   | -           | -        | -         |

Nord (1 siège)
| Candidat | Candidat                 | Parti          | Voix | Pourcentage | Résultat      | Remarques |
| -------- | ------------------------ | -------------- | ---- | ----------- | ------------- | --------- |
|          | Harold Gibson            | sans étiquette | 392  |             | élu           |           |
|          | Fred Archibald           | sans étiquette | 292  |             | sortant battu |           |
|          | Hugh Thaggard            | sans étiquette | 151  |             |               |           |
|          | Lawrence Simpson         | sans étiquette | 73   |             |               |           |
|          | bulletins blancs ou nuls | -              | 33   | -           | -             | -         |

Suva (3 sièges)
| Candidat | Candidat                 | Parti               | Voix  | Pourcentage | Résultat | Remarques |
| -------- | ------------------------ | ------------------- | ----- | ----------- | -------- | --- |
|          | John Falvey              | parti de l'Alliance | 1 544 |             | réélu    | ministre sortant des Communications et des Travaux publics ; représentant de sa communauté aux discussions de Londres sur l'avenir politique des Fidji en 1965 |
|          | Charles Stinson          | sans étiquette      | 1 384 |             | élu      | |
|          | William Yee              | parti de l'Alliance | 1 381 |             | élu      | |
|          | Margaret Bain            | parti de l'Alliance | 1 288 |             |          | |
|          | bulletins blancs ou nuls | -                   | 4     | -           | -        | - |

Viti Levu-ouest (2 sièges)
| Candidat | Candidat       | Parti               | Voix            | Pourcentage | Résultat | Remarques |
| -------- | -------------- | ------------------- | --------------- | ----------- | -------- | --------- |
|          | Ronald Kermode | parti de l'Alliance | sans adversaire | -           | réélu    |           |
|          | Robin Yarrow   | parti de l'Alliance | sans adversaire | -           | élu      |           |

#### Élus par tous les citoyens
Centre (1 siège)
| Candidat | Candidat                 | Parti               | Voix   | Pourcentage | Résultat | Remarques |
| -------- | ------------------------ | ------------------- | ------ | ----------- | -------- | --------- |
|          | Douglas Walkden-Brown    | parti de l'Alliance | 21 208 |             | élu      |           |
|          | James Ah Koy             | sans étiquette      | 5 604  |             |          |           |
|          | David Whippy             | sans étiquette      | 2 622  |             |          |           |
|          | Trevor McNally           | sans étiquette      | 976    |             |          |           |
|          | bulletins blancs ou nuls | -                   | 11 518 | -           | -        | -         |

Nord et Est (1 siège)
| Candidat | Candidat        | Parti               | Voix            | Pourcentage | Résultat | Remarques |
| -------- | --------------- | ------------------- | --------------- | ----------- | -------- | --------- |
|          | Lindsay Verrier | parti de l'Alliance | sans adversaire | -           | élu      |           |

Ouest (1 siège)
| Candidat | Candidat                 | Parti               | Voix   | Pourcentage | Résultat | Remarques |
| -------- | ------------------------ | ------------------- | ------ | ----------- | -------- | --------- |
|          | Loloma Livingston        | parti de l'Alliance | 23 768 |             | élue     |           |
|          | Peter Davis              | sans étiquette      | 22 677 |             |          |           |
|          | bulletins blancs ou nuls | -                   | 8 882  | -           | -        | -         |

### 1972
Le Conseil législatif est devenu en 1970 la Chambre des représentants. Les « électeurs généraux » disposent désormais de trois députés qu'ils élisent eux mêmes, et de cinq députés élus par l'ensemble des citoyens.
Les résultats par circonscription ne sont pas connus. Les élus sont les suivants. Les candidats de l'Alliance remportent sept des huit sièges, un seul revenant à l'opposition : Edmund March, d'ascendance chinoise, se présente avec succès comme candidat du Parti de la fédération nationale, parti principalement indo-fidjien.

#### Élus par les «électeurs généraux»
Nord et Est (1 siège)
| Candidat | Candidat       | Parti               | Résultat | Remarques                     |
| -------- | -------------- | ------------------- | -------- | ----------------------------- |
|          | Wesley Barrett | parti de l'Alliance | réélu    | ministre sortant des Finances |

Suva et Centre (1 siège)
| Candidat | Candidat    | Parti               | Résultat | Remarques |
| -------- | ----------- | ------------------- | -------- | --------- |
|          | William Yee | parti de l'Alliance | réélu    |           |

Ouest (1 siège)
| Candidat | Candidat      | Parti               | Résultat | Remarques |
| -------- | ------------- | ------------------- | -------- | --------- |
|          | Fred Elbourne | parti de l'Alliance | élu      |           |

#### Élus par tous les citoyens
Est (1 siège)
| Candidat | Candidat              | Parti               | Résultat | Remarques                         |
| -------- | --------------------- | ------------------- | -------- | --------------------------------- |
|          | Douglas Walkden-Brown | parti de l'Alliance | réélu    | ministre sortant de l'Agriculture |

Nord (1 siège)
| Candidat | Candidat     | Parti               | Résultat | Remarques |
| -------- | ------------ | ------------------- | -------- | --------- |
|          | Robin Yarrow | parti de l'Alliance | réélu    |           |

Sud (1 siège)
| Candidat | Candidat        | Parti               | Résultat | Remarques                     |
| -------- | --------------- | ------------------- | -------- | ----------------------------- |
|          | Charles Stinson | parti de l'Alliance | réélu    | ministre sortant des Finances |

Vanua Levu-Lau (1 siège)
| Candidat | Candidat       | Parti               | Résultat | Remarques |
| -------- | -------------- | ------------------- | -------- | --------- |
|          | Edward Beddoes | parti de l'Alliance | élu      |           |

Ouest (1 siège)
| Candidat | Candidat     | Parti                            | Résultat | Remarques |
| -------- | ------------ | -------------------------------- | -------- | --------- |
|          | Edmund March | Parti de la fédération nationale | élu      |           |

### Mars 1977
Les élus sont les suivants :

#### Élus par les «électeurs généraux»
Nord et Est (1 siège)
| Candidat | Candidat      | Parti               | Résultat | Remarques |
| -------- | ------------- | ------------------- | -------- | --------- |
|          | Hugh Thaggard | parti de l'Alliance | élu      |           |

Suva et Centre (1 siège)
| Candidat | Candidat    | Parti               | Résultat | Remarques |
| -------- | ----------- | ------------------- | -------- | --------- |
|          | William Yee | parti de l'Alliance | réélu    |           |

Ouest (1 siège)
| Candidat | Candidat        | Parti               | Résultat | Remarques |
| -------- | --------------- | ------------------- | -------- | --------- |
|          | Frederick Caine | parti de l'Alliance | élu      |           |

#### Élus par tous les citoyens
Est (1 siège)
| Candidat | Candidat       | Parti               | Résultat | Remarques |
| -------- | -------------- | ------------------- | -------- | --------- |
|          | Charles Walker | parti de l'Alliance | élu      |           |

Nord (1 siège)
| Candidat | Candidat      | Parti                            | Résultat | Remarques |
| -------- | ------------- | -------------------------------- | -------- | --------- |
|          | Bill Crompton | Parti de la fédération nationale | élu      |           |

Sud (1 siège)
| Candidat | Candidat        | Parti               | Résultat | Remarques                     |
| -------- | --------------- | ------------------- | -------- | ----------------------------- |
|          | Charles Stinson | parti de l'Alliance | réélu    | ministre sortant des Finances |

Vanua Levu-Lau (1 siège)
| Candidat | Candidat       | Parti               | Résultat | Remarques |
| -------- | -------------- | ------------------- | -------- | --------- |
|          | Edward Beddoes | parti de l'Alliance | réélu    |           |

Ouest (1 siège)
| Candidat | Candidat     | Parti                            | Résultat | Remarques |
| -------- | ------------ | -------------------------------- | -------- | --------- |
|          | Edmund March | Parti de la fédération nationale | réélu    |           |

### Septembre 1977
Les élus sont les suivants :

#### Élus par les «électeurs généraux»
Nord et Est (1 siège)
| Candidat | Candidat      | Parti               | Résultat | Remarques |
| -------- | ------------- | ------------------- | -------- | --------- |
|          | Hugh Thaggard | parti de l'Alliance | réélu    |           |

Suva et Centre (1 siège)
| Candidat | Candidat    | Parti               | Résultat | Remarques |
| -------- | ----------- | ------------------- | -------- | --------- |
|          | William Yee | parti de l'Alliance | réélu    |           |

Ouest (1 siège)
| Candidat | Candidat        | Parti               | Résultat | Remarques |
| -------- | --------------- | ------------------- | -------- | --------- |
|          | Frederick Caine | parti de l'Alliance | réélu    |           |

#### Élus par tous les citoyens
Est (1 siège)
| Candidat | Candidat       | Parti               | Résultat | Remarques |
| -------- | -------------- | ------------------- | -------- | --------- |
|          | Charles Walker | parti de l'Alliance | réélu    |           |

Nord (1 siège)
| Candidat | Candidat        | Parti               | Résultat | Remarques |
| -------- | --------------- | ------------------- | -------- | --------- |
|          | Daniel Costello | parti de l'Alliance | élu      |           |

Sud (1 siège)
| Candidat | Candidat        | Parti               | Résultat | Remarques                     |
| -------- | --------------- | ------------------- | -------- | ----------------------------- |
|          | Charles Stinson | parti de l'Alliance | réélu    | ministre sortant des Finances |

Vanua Levu-Lau (1 siège)
| Candidat | Candidat       | Parti               | Résultat | Remarques |
| -------- | -------------- | ------------------- | -------- | --------- |
|          | Edward Beddoes | parti de l'Alliance | réélu    |           |

Ouest (1 siège)
| Candidat | Candidat   | Parti               | Résultat | Remarques |
| -------- | ---------- | ------------------- | -------- | --------- |
|          | Bill Clark | parti de l'Alliance | élu      |           |

### 1982
Les élus sont les suivants :

#### Élus par les «électeurs généraux»
Nord et Est (1 siège)
| Candidat | Candidat      | Parti               | Résultat | Remarques |
| -------- | ------------- | ------------------- | -------- | --------- |
|          | Hugh Thaggard | parti de l'Alliance | réélu    |           |

Suva et Centre (1 siège)
| Candidat | Candidat     | Parti               | Résultat | Remarques |
| -------- | ------------ | ------------------- | -------- | --------- |
|          | James Ah Koy | parti de l'Alliance | élu      |           |

Ouest (1 siège)
| Candidat | Candidat      | Parti               | Résultat | Remarques |
| -------- | ------------- | ------------------- | -------- | --------- |
|          | Benjamin Wise | parti de l'Alliance | élu      |           |

#### Élus par tous les citoyens
Est (1 siège)
| Candidat | Candidat       | Parti               | Résultat | Remarques |
| -------- | -------------- | ------------------- | -------- | --------- |
|          | Charles Walker | parti de l'Alliance | réélu    |           |

Nord (1 siège)
| Candidat | Candidat    | Parti                            | Résultat | Remarques |
| -------- | ----------- | -------------------------------- | -------- | --------- |
|          | James Smith | Parti de la fédération nationale | élu      |           |

Sud (1 siège)
| Candidat | Candidat      | Parti               | Résultat | Remarques |
| -------- | ------------- | ------------------- | -------- | --------- |
|          | Peter Stinson | parti de l'Alliance | élu      |           |

Vanua Levu-Lau (1 siège)
| Candidat | Candidat       | Parti               | Résultat | Remarques |
| -------- | -------------- | ------------------- | -------- | --------- |
|          | Edward Beddoes | parti de l'Alliance | réélu    |           |

Ouest (1 siège)
| Candidat | Candidat        | Parti                            | Résultat | Remarques |
| -------- | --------------- | -------------------------------- | -------- | --------- |
|          | Arthur Jennings | Parti de la fédération nationale | élu      |           |

### 1987
Les résultats sont les suivants :

#### Élus par les «électeurs généraux»
Nord et Est (1 siège)
| Candidat | Candidat       | Parti                              | Voix | Pourcentage | Résultat | Remarques |
| -------- | -------------- | ---------------------------------- | ---- | ----------- | -------- | --------- |
|          | Leo Smith      | parti de l'Alliance                | 896  |             | élu      |           |
|          | Robert Spowart | coalition Parti travailliste / PFN | 123  |             |          |           |

Suva et Centre (1 siège)
| Candidat | Candidat      | Parti                              | Voix  | Pourcentage | Résultat | Remarques |
| -------- | ------------- | ---------------------------------- | ----- | ----------- | -------- | --------- |
|          | Archie Seeto  | parti de l'Alliance                | 2 887 |             | élu      |           |
|          | Quake Raddock | coalition Parti travailliste / PFN | 711   |             |          |           |

Ouest (1 siège)
| Candidat | Candidat        | Parti                              | Voix  | Pourcentage | Résultat | Remarques |
| -------- | --------------- | ---------------------------------- | ----- | ----------- | -------- | --------- |
|          | David Pickering | parti de l'Alliance                | 1 323 |             | élu      |           |
|          | Daniel Johns    | coalition Parti travailliste / PFN | 197   |             |          |           |

#### Élus par tous les citoyens
Est (1 siège)
| Candidat | Candidat     | Parti                              | Voix   | Pourcentage | Résultat | Remarques |
| -------- | ------------ | ---------------------------------- | ------ | ----------- | -------- | --------- |
|          | James Ah Koy | parti de l'Alliance                | 29 608 |             | réélu    |           |
|          | David Eyre   | coalition Parti travailliste / PFN | 20 502 |             |          |           |

Nord (1 siège)
| Candidat | Candidat          | Parti                              | Voix   | Pourcentage | Résultat | Remarques                                    |
| -------- | ----------------- | ---------------------------------- | ------ | ----------- | -------- | -------------------------------------------- |
|          | Edmund March      | coalition Parti travailliste / PFN | 28 742 |             | élu      | candidat du Parti de la fédération nationale |
|          | Vincent Lobendahn | parti de l'Alliance                | 20 503 |             |          |                                              |

Sud (1 siège)
| Candidat | Candidat      | Parti                              | Voix   | Pourcentage | Résultat | Remarques |
| -------- | ------------- | ---------------------------------- | ------ | ----------- | -------- | --------- |
|          | Peter Stinson | parti de l'Alliance                | 23 610 |             | réélu    |           |
|          | Andrew Miller | coalition Parti travailliste / PFN | 16 138 |             |          |           |
|          | Fred Elbourne | Parti nationaliste fidjien         | 3 075  |             |          |           |

Vanua Levu-Lau (1 siège)
| Candidat | Candidat         | Parti                              | Voix   | Pourcentage | Résultat | Remarques |
| -------- | ---------------- | ---------------------------------- | ------ | ----------- | -------- | --------- |
|          | Charles Walker   | parti de l'Alliance                | 30 814 |             | réélu    |           |
|          | William Heritage | coalition Parti travailliste / PFN | 19 120 |             |          |           |

Ouest (1 siège)
| Candidat | Candidat       | Parti                              | Voix   | Pourcentage | Résultat | Remarques                      |
| -------- | -------------- | ---------------------------------- | ------ | ----------- | -------- | ------------------------------ |
|          | Chris Work     | coalition Parti travailliste / PFN | 34 077 |             | élu      | candidat du Parti travailliste |
|          | Tony Wilkinson | parti de l'Alliance                | 18 905 |             |          |                                |

### 1992
La nouvelle Constitution en 1990 dispose que les citoyens n'élisent que des représentants de leur propre appartenance ethnique. Cinq sièges reviennent aux « électeurs généraux ».
Les élus sont les suivants :
Ba-Nadroga-Navosa (1 siège)
| Candidat | Candidat        | Parti                        | Résultat | Remarques |
| -------- | --------------- | ---------------------------- | -------- | --------- |
|          | David Pickering | Parti des Électeurs généraux | réélu    |           |

Nord (1 siège)
| Candidat | Candidat  | Parti                        | Résultat | Remarques |
| -------- | --------- | ---------------------------- | -------- | --------- |
|          | Leo Smith | Parti des Électeurs généraux | réélu    |           |

Ra-Tailevu-Lomaiviti-Lau-Rotuma-Naitasiri nord (1 siège)
| Candidat | Candidat          | Parti                        | Résultat | Remarques |
| -------- | ----------------- | ---------------------------- | -------- | --------- |
|          | Vincent Lobendahn | Parti des Électeurs généraux | élu      |           |

Serua-Namosi-Rewa-Kadavu-Naitasiri sud (1 siège)
| Candidat | Candidat      | Parti                        | Résultat | Remarques |
| -------- | ------------- | ---------------------------- | -------- | --------- |
|          | Harold Powell | Parti des Électeurs généraux | élu      |           |

Suva (1 siège)
| Candidat | Candidat  | Parti                        | Résultat | Remarques |
| -------- | --------- | ---------------------------- | -------- | --------- |
|          | Bill Aull | Parti des Électeurs généraux | élu      |           |

### 1994
Les résultats sont les suivants :
Ba-Nadroga-Navosa (1 siège)
| Candidat | Candidat        | Parti                         | Voix | Pourcentage | Résultat | Remarques |
| -------- | --------------- | ----------------------------- | ---- | ----------- | -------- | --------- |
|          | David Pickering | Congrès de tous les nationaux | 898  |             | réélu    |           |
|          | Anthony Morelli | Parti des Électeurs généraux  | 554  |             |          |           |

Nord (1 siège)
| Candidat | Candidat        | Parti                         | Voix  | Pourcentage | Résultat | Remarques |
| -------- | --------------- | ----------------------------- | ----- | ----------- | -------- | --------- |
|          | Leo Smith       | Parti des Électeurs généraux  | 1 271 |             | réélu    |           |
|          | Benaia Tewaki   | Congrès de tous les nationaux | 566   |             |          |           |
|          | Gustav Billings | sans étiquette                | 349   |             |          |           |

Ra-Tailevu-Lomaiviti-Lau-Rotuma-Naitasiri nord (1 siège)
| Candidat | Candidat          | Parti                         | Voix | Pourcentage | Résultat | Remarques |
| -------- | ----------------- | ----------------------------- | ---- | ----------- | -------- | --------- |
|          | Vincent Lobendahn | Parti des Électeurs généraux  | 394  |             | réélu    |           |
|          | Langi Peters      | Congrès de tous les nationaux | 213  |             |          |           |

Serua-Namosi-Rewa-Kadavu-Naitasiri sud (1 siège)
| Candidat | Candidat      | Parti                         | Voix  | Pourcentage | Résultat | Remarques |
| -------- | ------------- | ----------------------------- | ----- | ----------- | -------- | --------- |
|          | Harold Powell | Parti des Électeurs généraux  | 1 040 |             | réélu    |           |
|          | Alfred Rounds | Congrès de tous les nationaux | 777   |             |          |           |
|          | George Koi    | sans étiquette                | 281   |             |          |           |

Suva (1 siège)
| Candidat | Candidat         | Parti                         | Voix  | Pourcentage | Résultat | Remarques |
| -------- | ---------------- | ----------------------------- | ----- | ----------- | -------- | --------- |
|          | Bill Aull        | Parti des Électeurs généraux  | 1 080 |             | réélu    |           |
|          | Edward Haffernan | Congrès de tous les nationaux | 405   |             |          |           |
|          | Penelope Moore   | Parti travailliste            | 149   |             |          |           |

### 1999
La Constitution de 1997 réserve trois sièges aux « électeurs généraux », pour des députés élus par et parmi cette communauté. Elle institue également vingt-cinq sièges auxquels tous les citoyens peuvent candidater, sans distinction ethnique, pour des députés élus par tous les citoyens sans distinction ethnique.
Les résultats pour les trois sièges réservés aux « électeurs généraux » sont les suivants :
Ouest et Centre (1 siège)
| Candidat | Candidat         | Parti                                | Voix  | Pourcentage (1er décompte) | Pourcentage (dernier décompte) | Résultat | Remarques                    |
| -------- | ---------------- | ------------------------------------ | ----- | -------------------------- | ------------------------------ | -------- | ---------------------------- |
|          | David Pickering  | Parti général unifié                 | 2 392 | 54,1 %                     | n/a                            | réélu    | ministre sortant du Tourisme |
|          | Kenneth Low (en) | sans étiquette                       | 1 123 | 25,4 %                     | n/a                            |          |                              |
|          | Arthur Jennings  | Coalition des nationaux indépendants | 909   | 20,5 %                     | n/a                            |          |                              |

Nord-Est (1 siège)
| Candidat | Candidat          | Parti                                | Voix  | Pourcentage (1er décompte) | Pourcentage (dernier décompte) | Résultat | Remarques                    |
| -------- | ----------------- | ------------------------------------ | ----- | -------------------------- | ------------------------------ | -------- | ---------------------------- |
|          | Leo Smith         | sans étiquette                       | 1 305 | 36,5 %                     | 52,6 %                         | réélu    | ministre sortant de la Santé |
|          | Vincent Lobendahn | Parti général unifié                 | 1 636 | 45,8 %                     | 47,4 %                         |          |                              |
|          | Edward Reece      | Parti de l'Association fidjienne     | 475   | 13,3 %                     |                                |          |                              |
|          | Anthony Fong      | Coalition des nationaux indépendants | 86    | 2,4 %                      |                                |          |                              |
|          | Ian Simpson       | sans étiquette                       | 20    | 0,6 %                      |                                |          |                              |

Suva (1 siège)
| Candidat | Candidat        | Parti                                | Voix  | Pourcentage (1er décompte) | Pourcentage (dernier décompte) | Résultat | Remarques |
| -------- | --------------- | ------------------------------------ | ----- | -------------------------- | ------------------------------ | -------- | --------- |
|          | Bill Aull       | sans étiquette                       | 918   | 30,4 %                     | 52,5 %                         | réélu    |           |
|          | Robin Storck    | Parti des Électeurs généraux         | 1 360 | 45,1 %                     | 47,5 %                         |          |           |
|          | Norman Low      | Parti de l'Association fidjienne     | 577   | 19,1 %                     |                                |          |           |
|          | Edward Jennings | Coalition des nationaux indépendants | 161   | 5,3 %                      |                                |          |           |

### 2001
Les résultats pour les trois sièges réservés aux « électeurs généraux » sont les suivants :
Ouest et Centre (1 siège)
| Candidat | Candidat       | Parti                            | Voix  | Pourcentage (1er décompte) | Pourcentage (dernier décompte) | Résultat | Remarques |
| -------- | -------------- | -------------------------------- | ----- | -------------------------- | ------------------------------ | -------- | --------- |
|          | Mick Beddoes   | Parti général unifié             | 2 178 | 55,1 %                     | n/a                            | élu      |           |
|          | Rollan Lilo    | Parti des Électeurs généraux     | 739   | 18,7 %                     | n/a                            |          |           |
|          | Kelepi Abariga | Soqosoqo Duavata ni Lewenivanua  | 909   | 23,0 %                     | n/a                            |          |           |
|          | Andrew Blake   | Soqosoqo ni Vakavulewa ni Taukei | 125   | 3,2 %                      | n/a                            |          |           |

Nord-Est (1 siège)
| Candidat | Candidat          | Parti                            | Voix | Pourcentage (1er décompte) | Pourcentage (dernier décompte) | Résultat      | Remarques                               |
| -------- | ----------------- | -------------------------------- | ---- | -------------------------- | ------------------------------ | ------------- | --------------------------------------- |
|          | David Christopher | Soqosoqo Duavata ni Lewenivanua  | 969  | 29,5 %                     | 60,4 %                         | élu           | ancien député au Parlement des Kiribati |
|          | Leo Smith         | Parti des Électeurs généraux     | 736  | 22,4 %                     | 39,6 %                         | sortant battu |                                         |
|          | Matilda Gibson    | Parti général unifié             | 730  | 22,2 %                     | éliminée                       |               |                                         |
|          | Robin Irwin       | sans étiquette                   | 520  | 15,8 %                     | éliminé                        |               |                                         |
|          | Harry Robinson    | Alliance conservatrice           | 325  | 9,9 %                      | éliminé                        |               |                                         |
|          | Yorkcho Jo        | Soqosoqo ni Vakavulewa ni Taukei | 90   | 2,7 %                      | éliminé                        |               |                                         |

Suva (1 siège)
| Candidat | Candidat          | Parti                                 | Voix | Pourcentage (1er décompte) | Pourcentage (dernier décompte) | Résultat      | Remarques |
| -------- | ----------------- | ------------------------------------- | ---- | -------------------------- | ------------------------------ | ------------- | --------- |
|          | Kenneth Zinck     | Nouveau parti travailliste de l'unité | 993  | 32,9 %                     | 60,3 %                         | élu           |           |
|          | Kenneth Low (en)  | Soqosoqo Duavata ni Lewenivanua       | 590  | 19,6 %                     | 39,7 %                         |               |           |
|          | John Sanday       | Parti des Électeurs généraux          | 429  | 14,2 %                     | éliminé                        |               |           |
|          | Wendell Archibald | Parti général unifié                  | 352  | 11,7 %                     | éliminé                        |               |           |
|          | Bill Aull         | Parti de l'Association fidjienne      | 314  | 10,4 %                     | éliminé                        | sortant battu |           |
|          | Norman Low        | Soqosoqo ni Vakavulewa ni Taukei      | 127  | 4,2 %                      | éliminé                        |               |           |

### 2006
Ces élections sont les dernières avant l'abrogation de la représentation ethnique.
Les résultats pour les trois sièges réservés aux « électeurs généraux » sont les suivants, :
Ouest et Centre (1 siège)
| Candidat | Candidat          | Parti                           | Voix  | Pourcentage (1er décompte) | Pourcentage (dernier décompte) | Résultat | Remarques |
| -------- | ----------------- | ------------------------------- | ----- | -------------------------- | ------------------------------ | -------- | --------- |
|          | Mick Beddoes      | Parti des peuples unis          | 2 234 | 50,5 %                     | n/a                            | réélu    |           |
|          | Pateresio Polania | Soqosoqo Duavata ni Lewenivanua | 1 651 | 37,3 %                     | n/a                            |          |           |
|          | Noel Tofinga      | Parti de l'Alliance nationale   | 453   | 10,2 %                     | n/a                            |          |           |
|          | Vula Shaw         | Soqosoqo Duavata ni Lewenivanua | 54    | 1,2 %                      | n/a                            |          |           |
|          | Anaseini Henry    | Parti de l'Alliance nationale   | 34    | 0,8 %                      | n/a                            |          |           |

Nord-Est (1 siège)
| Candidat | Candidat          | Parti                           | Voix  | Pourcentage (1er décompte) | Pourcentage (dernier décompte) | Résultat      | Remarques |
| -------- | ----------------- | ------------------------------- | ----- | -------------------------- | ------------------------------ | ------------- | --------- |
|          | Robin Irwin       | sans étiquette                  | 629   | 17,2 %                     | 55,1 %                         | élu           |           |
|          | David Christopher | Soqosoqo Duavata ni Lewenivanua | 1 467 | 40,2 %                     | 44,9 %                         | sortant battu |           |
|          | Harry Robinson    | Parti des peuples unis          | 528   | 14,5 %                     | éliminé                        |               |           |
|          | Rebo Terubea      | Parti travailliste              | 383   | 10,5 %                     | éliminé                        |               |           |
|          | Nawaia Touakin    | sans étiquette                  | 357   | 9,8 %                      | éliminé                        |               |           |
|          | Rocky Billings    | Parti de l'Alliance nationale   | 289   | 7,9 %                      | éliminé                        |               |           |

Suva (1 siège)
| Candidat | Candidat           | Parti                            | Voix  | Pourcentage (1er décompte) | Pourcentage (dernier décompte) | Résultat      | Remarques |
| -------- | ------------------ | -------------------------------- | ----- | -------------------------- | ------------------------------ | ------------- | --------- |
|          | Bernadette Ganilau | Parti des peuples unis           | 1 458 | 53,4 %                     | n/a                            | élue          |           |
|          | Aca Lord           | Soqosoqo Duavata ni Lewenivanua  | 702   | 25,7 %                     | n/a                            |               |           |
|          | Kenneth Zinck      | sans étiquette                   | 510   | 18,7 %                     | n/a                            | sortant battu |           |
|          | Daniel Johns       | Parti de la fédération nationale | 60    | 2,2 %                      | n/a                            |               |           |